# Neomochtherus himalayensis
Neomochtherus himalayensis är en tvåvingeart som beskrevs av Joseph och Parui 1987. Neomochtherus himalayensis ingår i släktet Neomochtherus och familjen rovflugor. Inga underarter finns listade i Catalogue of Life.